# Prix Doug-Wright
Les prix Doug-Wright sont des prix de bande dessinée remis annuellement lors du festival de Toronto depuis 2005 à des auteurs canadiens pour des œuvres publiées en anglais. Les lauréats reçoivent un trophée conçu par Seth. Le Québécois Michel Rabagliati a reçu trois fois le prix du meilleur livre pour les traductions de sa série Paul.

## Lauréats

### Meilleur livre
| Année | Titre                                                     | Auteur(s)                       | Maison d'édition    |
| ----- | --------------------------------------------------------- | ------------------------------- | ------------------- |
| 2005  | Clyde Fans, livre 1                                       | Seth                            | Drawn and Quarterly |
| 2006  | Paul en appartement                                       | Michel Rabagliati               | Drawn and Quarterly |
| 2007  | This Will All End in Tears                                | Joe Ollmann                     | Insomniac Press     |
| 2008  | The Magical Life of Long Track Sam                        | Ann Marie Fleming               | Riverhead Books     |
| 2009  | Skim                                                      | Jillian Tamaki et Mariko Tamaki | Groundwood          |
| 2010  | George Sprott: 1894-1975                                  | Seth                            | Drawn & Quarterly   |
| 2011  | Jimmy et le Bigfoot                                       | Pascal Girard                   | Drawn & Quarterly   |
| 2012  | Diantre ! Un manant (Hark! A Vagrant)                     | Kate Beaton                     | Drawn & Quarterly   |
| 2013  | Paul à Québec                                             | Michel Rabagliati               | Conundrum Press     |
| 2014  | Paul au parc                                              | Michel Rabagliati               | Conundrum Press     |
| 2015  | Fatherland                                                | Nina Bunjevac                   | Jonathan Cape       |
| 2016  | Dressing                                                  | Michael DeForge                 | Koyama Press        |
| 2017  | Bird in a Cage                                            | Rebecca Roher                   | Conundrum Press     |
| 2018  | Crawl Space                                               | Jesse Jacobs                    | Koyama Press        |
| 2019  | Young Frances                                             | Hartley Lin                     | AdHouse Books       |
| 2020  | Bezimena                                                  | Nina Bunjevac                   | Fantagraphics       |
| 2021  | Les Petits Garçons (Lonely Boy)                           | Sophie Bédard                   | Pow Pow Press       |
| 2022  | Le Projet Shiatsung (The Shiatsung Project)               | Brigitte Archambault            | Conundrum Press     |
| 2023  | Environnement toxique (Ducks: Two Years in the Oil Sands) | Kate Beaton                     | Drawn & Quarterly   |
| 2024  | A Guest in the House                                      | Emily Carroll                   | First Second        |

### Prix Nipper
De 2005 à 2012, le prix était appelé « Best Emerging Talent ». À partir de 2013, il prend le nom « Doug Wright Spotlight Award a.k.a. “The Nipper” » (« prix projecteur Doug Wright ou : The Nipper »), d'après le nom du personnage le plus connu de Doug Wright. Depuis 2020, le prix est nommé « The Nipper: The Doug Wright Award for emerging talent ».
| Année | Titre | Auteur(s)          | Maison d'édition  |
| ----- | --- | ------------------ | ----------------- |
| 2005  | Scott Pilgrim t. 1 : Scott Pilgrim's Precious Little Life                                                                                          | Bryan Lee O'Malley | Oni Press         |
| 2006  | Dark Adaptation | Lorenz Peter       |                   |
| 2007  | House of Sugar | Rebecca Kraatz     | Tulip Tree Press  |
| 2008  | Essex County t. 1 et 2 | Jeff Lemire        | Top Shelf         |
| 2009  | History Comics | Kate Beaton        | Auto-édité        |
| 2010  | Lose no 1 | Michael DeForge    | Koyama Press      |
| 2010  | Cold Heat Special no 7 | Michael DeForge    | PictureBox        |
| 2011  | Spain and Morocco | Alex Fellows       |                   |
| 2012  | Pope Hats no 2 | Ethan Rilly        | AdHouse Books     |
| 2013  | Heartless | Nina Bunjevac      | Conundrum Press   |
| 2014  | The Journal of the Main Street Secret Lodge | Steven Gilbert     |                   |
| 2015  | Photobooth: A Biography | Meags Fitzgerald   | Conundrum Press   |
| 2016  | Soudain l'univers prend fin (Don’t Get Eaten By Anything)                                                                                          | Dakota McFadzean   | Conundrum Press   |
| 2017  | Cat Rackham | Steve Wolfhard     | Koyama Press      |
| 2018  | Worrywat et Magical Beatdown, vol. 2 | Jenn Woodall       |                   |
| 2019  | Main d'œuvre (100 Days in Uranium City) | Ariane Dénommé     |                   |
| 2020  | Creation | Sylvia Nickerson   | Drawn & Quarterly |
| 2021  | Langosh & Peppi : Fugitive Days | Veronica Post      | Conundrum Press   |
| 2022  | The Pleasure of Text | Sami Alwani        | Conundrum Press   |
| 2023  | Sherlterbelts | Jonathan Dyck      | Conundrum Press   |
| 2024  | When I was a kid I was taught how to die. Now that I'm an adult I'm learning how to live. (I love you.) et When She Set Fire to My Friends’ Houses | Vincy Lim          | Auto-édité        |

### Prix Pigskin Peters
Ce prix récompense des œuvres expérimentales ou non narratives, en hommage à Pigskin Peters, personnage du comic strip canadien classique Birdseye Center.
| Année | Titre                   | Auteur(s)        | Maison d'édition  |
| ----- | ----------------------- | ---------------- | ----------------- |
| 2008  | Milk Teeth              | Julie Morstad    | Drawn & Quarterly |
| 2009  | Ojingogo                | Matthew Forsythe | Drawn & Quarterly |
| 2010  | Hot Potatoe             | Marc Bell        | Drawn & Quarterly |
| 2011  | Spotting Deer           | Michael DeForge  | Koyama Press      |
| 2012  | Hellberta               | Michael Comeau   |                   |
| 2013  | Hamilton Illustrated    | David Collier    | Wolsak & Wynn     |
| 2014  | Out of Skin             | Emily Carroll    |                   |
| 2015  | Swinespritzen           | Connor Willumsen |                   |
| 2016  | New Comics nos 6 & 7    | Patrick Kyle     |                   |
| 2017  | The Palace of Champions | Henriette Valium | Conundrum Press   |
| 2018  | The Dead Father         | Sami Alwani      |                   |
| 2019  | Retomber                | Xiaoxiao Li      |                   |
| 2020  | Gleem                   | Freddy Carrasco  | Peow Studios      |
| 2021  | The Noiseless Din       | Scott Carruthers | Popnoir Editions  |
| 2022  | Dwellings no 2          | Jay Stephens     | Black Eye Book    |
| 2023  | Where Have You Been?    | Ivana Filipovich | Auto-édité        |
| 2024  | Old Caves               | Tyler Landry     | Uncivilized       |

### Prix Egghead
Ce prix récompense des œuvres pour enfants de moins de 12 ans. « Egghead » (« crâne d'œuf ») est le nom qu'avait envisagé Doug Wright pour son personnage principal avant de choisir « Nipper ».
| Année | Titre                         | Auteur(s)                                                         | Maison d'édition                  |
| ----- | ----------------------------- | ----------------------------------------------------------------- | --------------------------------- |
| 2020  | The Worst Book Ever           | Elise Gravel                                                      | Drawn & Quarterly                 |
| 2021  | A Slug Story                  | Mandi Kujawa, Hana Kujawa, Claude St. Aubin et Lovern Kindzierski | Renegade Arts Entertainment       |
| 2022  | Shirley and Jamila's Big Fall | Gillian Goerz                                                     | Dial Books for Young Readers (en) |
| 2023  | You Know, Sex                 | Cory Silverberg et Fiona Smyth                                    | Triangle Square                   |
| 2024  | Otis & Peanut                 | Naseem Hrab et Kelly Collier                                      | Owlkids Books                     |

## Géants du Nord
Le comité de prix Doug-Wright a également mis en place dès 2005 un temple de la renommée honorant les grands noms de la bande dessinée et du dessin d'humour canadien. Deux dessinateurs de chaque communauté linguistique furent inscrits cette première année.
Nommé officiellement « Giants of the North : Canadian Cartoonist Hall of Fame », ce temple de la renommé est plus restrictif que le celui des prix Joe-Shuster car il n'accueille qu'un nouveau nom par an et est plus largement ouverts aux auteurs de comic strip.
| Année | Nom                                                   | Dates     | Âge                        |
| ----- | ----------------------------------------------------- | --------- | -------------------------- |
| 2005  | Albéric Bourgeois                                     | 1876-1962 | Posthume                   |
| 2005  | John Wilson Bengough                                  | 1851-1923 | Posthume                   |
| 2005  | Peter Whalley (en)                                    | 1921-2007 | 84 ans, 3 mois et 7 jours  |
| 2005  | Doug Wright (en)                                      | 1917-1983 | Posthume                   |
| 2006  | George Feyer (en)                                     | 1921-1967 | Posthume                   |
| 2007  | Rand Holmes                                           | 1942-2002 | Posthume                   |
| 2008  | Lynn Johnston                                         | 1947-     | 60 ans, 9 mois et 15 jours |
| 2009  | Jimmy Frise (en)                                      | 1890-1948 | Posthume                   |
| 2010  | Martin Vaughn-James                                   | 1943-2009 | Posthume                   |
| 2011  | David Boswell (en)                                    | 1953-     | 58 ans                     |
| 2012  | Terry Mosher                                          | 1942-     | 69 ans, 4 mois et 3 jours  |
| 2013  | Albert Chartier                                       | 1912-2004 | Posthume                   |
| 2014  | Les dessinateurs des comic books Canadian Whites (en) | 1940s     | Posthume                   |
| 2015  | Merle Tingley (en)                                    | 1922-2017 | 93 ans                     |
| 2016  | James Simpkins (en)                                   | 1910-2004 | Posthume                   |
| 2017  | Katherine Collins                                     | 1947-     | 70 ans                     |
| 2018  | Duncan Macpherson (en)                                | 1924-1993 | Posthume                   |
| 2019  | Fiona Smyth                                           | 1964-     | 55 ans                     |
| 2019  | Alootook Ipellie                                      | 1951-2007 | Posthume                   |
| 2020  | Walter Ball (en)                                      | 1911-1995 | Posthume                   |
| 2021  | Fred Kelly                                            | 1921-2005 | Posthume                   |
| 2022  | Margaret Bloy Graham (en)                             | 1921-2015 | Posthume                   |
| 2023  | Henriette Valium                                      | 1959-2021 | Posthume                   |
| 2024  | Deni Loubert                                          | 1951-     | 72 ans, 6 mois et 10 jours |
| 2024  | Maurice Vellekoop (en)                                | 1964-     | 60 ans                     |